# کوره‌ده
کوره‌ده (به ترکی آذربایجانی: Köryədi) یک منطقهٔ مسکونی در جمهوری آذربایجان است که در شهرستان یاردیملی واقع شده‌است. کوره‌ده ۱٬۳۶۰ نفر جمعیت دارد.